# Seroczki
Seroczki – wieś w Polsce, położona w województwie kujawsko-pomorskim, w powiecie aleksandrowskim, w gminie Zakrzewo. Zamieszkana przez 250 osób w domach jednorodzinnych oraz kilku blokach powstałych w poprzednim wieku. W latach 80. XX wieku we wsi utworzono piłkarski zespół LZS Piorun, który z powodzeniem rywalizował w rozgrywkach klasy C i B województwa włocławskiego. Wieś sołecka – zobacz jednostki pomocnicze gminy Zakrzewo w BIP.

## Historia
Nazwa miejscowości pochodzi od pierwszych dziedziców tego terenu, Serockich, wzmiankowanych w okolicy w XVI wieku. Po utworzeniu Królestwa Polskiego w 1815 roku Seroczki znalazły się pod zaborem rosyjskim, w guberni warszawskiej, w powiecie nieszawskim, gminie i parafii Straszewo.
W roku 1827 w Seroczkach było 16 domów i 155 mieszkańców. Grunty dworskie stanowiły 1030 mórg, a do włościan należało 215 mórg. Poza rolnictwem w Seroczkach wydobywano torf.
Po zakończeniu I wojny światowej Seroczki należały do województwa warszawskiego, a od 1938 roku do województwa pomorskiego. Przed wybuchem II wojny światowej część gruntów folwarcznych będących w posiadaniu rodu Bogatków została sprzedana rządowi polskiemu na potrzeby budowy lotniska wojskowego. W kampanii wrześniowej Seroczki znalazły się na trasie przemarszu 59 pułku piechoty z Inowrocławia do Osięcin pod dowództwem płk. Bolesława Mirgałowskiego.
Po II wojnie światowej majątek został objęty reformą rolną, a na gruntach folwarcznych utworzono PGR. W 1950 roku Seroczki znalazły się w województwie bydgoskim i należały do gromady Straszewo. W roku 1975, w wyniku następnej reformy administracyjnej, Seroczki znalazły się w województwie włocławskim, w gminie Zakrzewo.
Po reformie administracyjnej w 1999 roku Seroczki znalazły się w województwie kujawsko-pomorskim w powiecie aleksandrowskim.

## Komunikacja
Przez Seroczki przebiega droga wojewódzka
- 266 Ciechocinek – Służewo – Radziejów – Sompolno – Konin

## Turystyka i zabytki

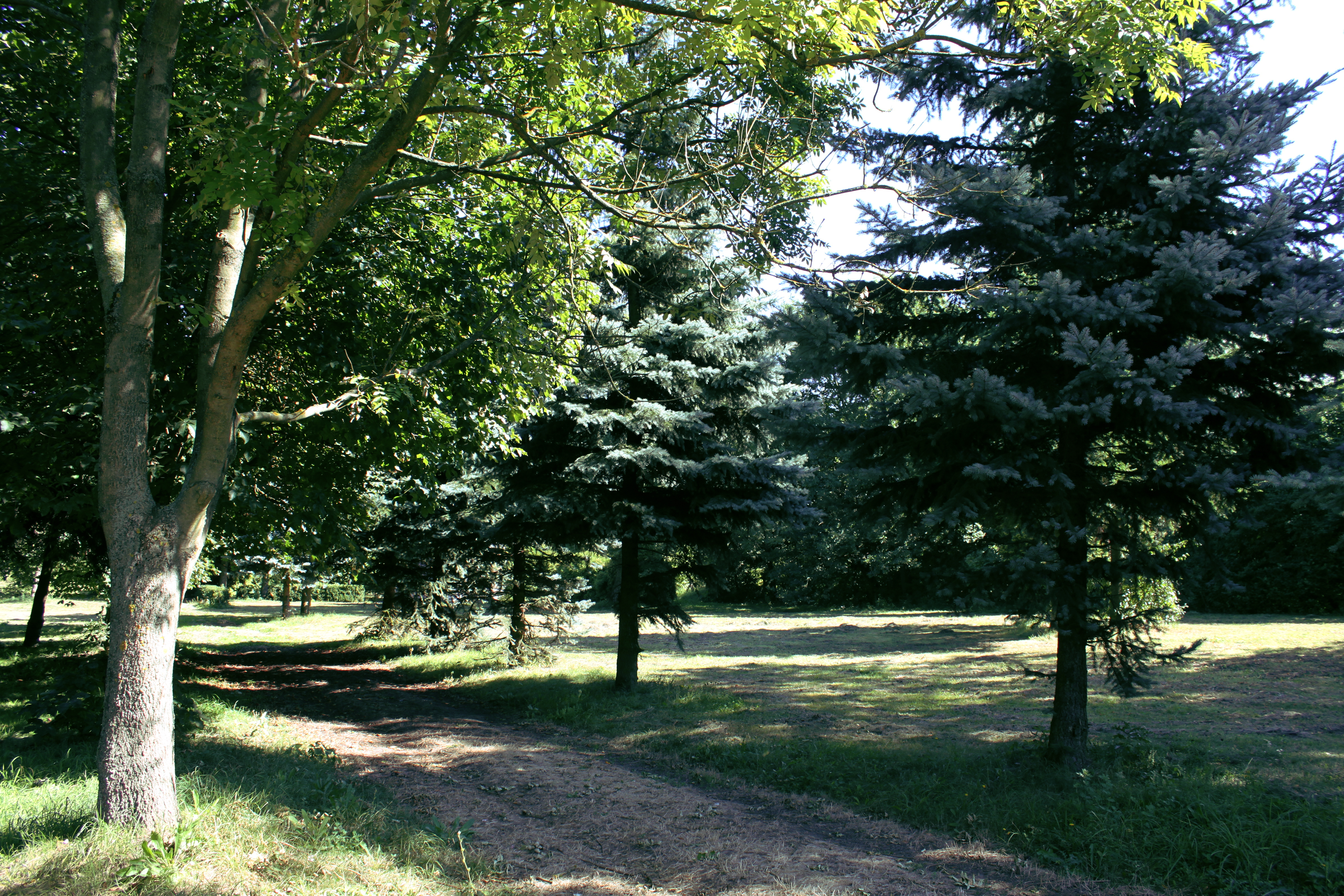
Park dworski

### Obiekty zabytkowe
W Seroczkach znajduje się zabytkowy zespół dworski z parkiem, wpisany do rejestru zabytków NID pod nr rej.: 222/A z 20.05.1987, w skład którego wchodzi:
- ośmioboczna kaplica drewniana, zbudowana w 1780 roku[9] (nr rej.: 390 z 28.11.1957) – konstrukcja zrębowa, przykryta dachem z latarnią. Wewnątrz kilka barokowych rzeźb, z których na szczególną uwagę zasługuje Grupa Ukrzyżowania.
- szlachecki dwór z 1880 roku, przebudowany w roku 1926 – styl neoklasyczny. Jego masywny, kolumnowy portyk stanowi reminiscencje form klasycystycznych, natomiast dekoracje okien poddasza i szczytów – do form barokowych.
- park z 2 poł. XIX w., z neogotycką bramą.

### Szlaki turystyczne
Przez Seroczki przebiega turystyczny Szlak Powstania Styczniowego na Kujawach.

## Znane osoby związane z Seroczkami
- Antoni Bogatko herbu Pomian – w XIX wieku właściciel ziemski, dziedzic dóbr Seroczki, pochodził z rodu wywodzącego się ze wsi Bogatki w powiecie czerskim.
- Józef Bogatko herbu Pomian – potomek Antoniego Bogatki. W okresie międzywojennym właściciel ziemski, dziedzic dóbr Seroczki, fundator kaplicy z grobami familijnymi na cmentarzu parafialnym w Straszewie.
- Grzegorz Benedykciński – burmistrz Grodziska Mazowieckiego od 1994 do chwili obecnej, uzyskał tytuł Europejczyka roku 2006 oraz najlepszego burmistrza w Polsce 2009 roku. Gmina w trakcie jego kadencji otrzymała tytuł najlepszej w Polsce w 2009 roku.

## Bogatko herbu Pomian w dobrach Seroczki
Pierwszym właścicielem dóbr Seroczki z tego rodu był Józef, syn Rocha Bogatko posiadającego majątek Świerczyna. Roch piastował stanowisko pułkownika Ostrogskiego regimentu pieszego wojsk koronnych, był również posłem na Sejm w 1764 r.
Jego syn Józef zakupił majątek ziemski Seroczki na początku XIX wieku, płacąc za niego między innymi pieniędzmi pochodzącymi z posagu jego żony Józefy ze Słubickich w ilości 56 000 złotych. Nowy właściciel oprócz zajęć związanych z prowadzeniem majątku dał się poznać jako aktywny działacz na rzecz całego powiatu. Dnia 31 lipca 1821 r. został wójtem gminy Seroczki, a od dnia 17 (29) lipca 1836 r. sprawował funkcję sędziego pokoju w powiecie nadaną mu przez Radę Administracyjną Królestwa Polskiego w imieniu cara Mikołaja I.
Małżeństwo Józefy i Józefa Bogatków pozostało bezdzietne. Obłożnie chory właściciel Seroczek sporządził 18 lipca 1857 r. testament przygotowany przez kancelarię ziemiańską guberni warszawskiej przekazując swoje dobra w ilości 43 włók nowopolskich swojemu bratankowi Edwardowi Bogatko, synowi Jana. Józef zmarł rok później. Został pochowany w kaplicy Bogatków na cmentarzu w Straszewie. Dwanaście lat później spoczęła tam także jego żona.
Wkrótce po śmierci Józefa, w październiku 1862 r. zmarł również bezpotomnie Edward Bogatko. Seroczki przejął jego starszy brat Antoni Karol, który sprzedał odziedziczony po ojcu majątek Siemiątkowo Rogalne w powiecie mławskim i osiedlił się na stałe w Seroczkach.
W 1887 r. dobra po śmierci Antoniego Karola trafiły w ręce jego jedynego syna Adama Antoniego urodzonego 24 grudnia 1863 r. Nowy właściciel zawarł związek małżeński ze Stefanią Grabską, która otrzymała w posagu Zakrzewo położone w pobliżu Seroczek. Z tego związku urodziło się dwóch synów. Starszy z nich, Antoni Maria Eustachy, urodzony 20 września 1899 r., po zdaniu matury w Warszawie, ukończeniu Szkoły Rolniczej Wyższego Stopnia w Dahme i odbyciu służby wojskowej w Wilnie otrzymał po zmarłym dużo wcześniej ojcu dobra Seroczki z 455 hektarami ziemi. On też był ostatnim z rodu Bogatków właścicielem tego majątku.
Przez niespełna 20 lat pracy doprowadził powierzone mu gospodarstwo do wielkiego rozkwitu i rozwoju gospodarczego. Oprócz zbóż i buraków cukrowych zajął się też uprawą cykorii. Posiadał suszarnię cykorii, która w tamtych czasach przynosiła bardzo duże dochody. W latach 1924–1927 przebudował obszerny, solidny dwór mieszkalny z 1880 r. Front pałacu utrzymany był w stylu neoklasycznym. Wewnątrz budynek posiadał wszelkie wygody, m.in. jako jedyny w okolicy miał prąd elektryczny i bieżącą wodę. Wyposażeniem wnętrz były cenione meble gdańskie oraz obrazy ulubionego przez właściciela Juliusza Kossaka.
Antoni M. E. systematycznie powiększał swój majątek. Dnia 28 marca 1928 r. na licytacji w Warszawie zakupił dla swojej żony Antoniny majątek ziemski Zapustek leżący w pobliżu Seroczek. Dokładnie 10 lat później zbudował kamienicę czynszową w Warszawie, a tuż przed wybuchem II wojny światowej zakupił, również w Warszawie, działkę budowlaną.
29 listopada 1941 r. Antoni Maria Eustachy Bogatko został on aresztowany przez poznańskie Gestapo i osadzony w obozie koncentracyjnym w Mauthausen w Austrii, a z powodu działalności antyhitlerowskiej w dokumentach obozowych przy jego nazwisku znalazł się dopisek „szczególnie niebezpieczny". Ani Antoni M. E., ani jego rodzina nie zdołali się dowiedzieć kto i dlaczego doniósł gestapo w Poznaniu o przynależności Antoniego do polskiego ruchu oporu, a przede wszystkim o finansowaniu tej organizacji. Podczas pobytu w obozie wyznacznikiem jego egzystencji był numer 4115/46934.
Po oswobodzeniu obozu przez wojska amerykańskie Antoni M. E. Powrócił w lipcu 1945 r. na krótko do Polski. Otrzymał informację o wywłaszczeniu jego dóbr przez rząd komunistyczny, utracił wszystko co posiadał i własną rodzinę także. Do końca życia pozostawał w kontakcie tylko ze swoim najmłodszym synem Janem. Niedługo potem wyjechał z Polski z zamiarem osiedlenia się w Kanadzie, lecz nie zdołał tam nigdy dotrzeć. Zmarł 29 września 1954 r. w koszarach angielskich w Hilden k/ Duseldorfu. Jego prochy zostały przeniesione w inne miejsce i pochowane według obrządku katolickiego 19 marca 1984 r. w obecności najbliższej rodziny: syna Jana, jego żony Ireny oraz wnuka Marcina.
Pałac w Seroczkach istnieje do dziś, lecz został zniszczony i zaniedbany. Grunty w ilości 455 hektarów po wojnie przeznaczono na Państwowy Ośrodek Hodowli Zarodowej, a po upadku komunizmu sprzedano je prywatnym nabywcom. Majątek Zapustek z gruntami w ilości 240 hektarów niedługo po wojnie rozparcelowano na działki i sprzedano rolnikom indywidualnym, las natomiast przejęło Nadleśnictwo Gniewkowo.
Do dziś na terenie parku stoi zabytkowa kapliczka, która przetrwała lata zaborów, okupacji niemieckiej i reżimu komunistycznego w Polsce. Jest ona obecnie miejscem modlitwy i zadumy dla okolicznych mieszkańców (Opracowali, na podstawie posiadanych rodowych dokumentów spadkobiercy: Antoniego i Antoniny Bogatko: Synowa Irena żona Jana, wnuk Marcin i prawnuk Oliver)